# Ostatovica
Ostatovica (en serbe cyrillique : Остатовица) est un village de Serbie situé dans la municipalité de Babušnica, district de Pirot. Au recensement de 2011, il comptait 41 habitants.

## Démographie
| 1948 | 1953 | 1961 | 1971 | 1981 | 1991 | 2002 | 2011 |
| ---- | ---- | ---- | ---- | ---- | ---- | ---- | ---- |
| 867  | 871  | 805  | 593  | 360  | 165  | 83   | 41   |

|  |